# 5471 Тунгуска
5471 Тунгуска (5471 Tunguska) — астероїд головного поясу, відкритий 13 серпня 1988 року.
Тіссеранів параметр щодо Юпітера — 3,230.